# Wine-Doors
Wine-Doors é uma aplicação de gestão de ferramentas para o GNOME, que acrescenta funcionalidade ao Wine. Wine-Doors é uma alternativa ao WineTools.

## Programas suportados
- Firefox 1.5
- Internet Explorer 6
- Opera 9
- QuickTime 7
- Winamp 5
- Windows Media Player 6
- 7-Zip 4
- DVD Decrypter 3
- Dreamweaver 8
- Flash 8
- Eudora 7
- WinRAR 3.71
- Photoshop CS2 (9)

Jogos:
- Half-Life 2
- World of Warcraft 2
- Warcraft 3
- Call of Duty
- Call of Duty 2
- EVE Online
- RollerCoaster Tycoon 2
- Quake 4
- Medal of Honor: Allied Assault

## Tema "Ubuntu Colors"
Wine-Doors permite a instalação do tema "Ubuntu Colors" (para o wine), para que os programas que correm através do wine tenham um tema "mais amigável", em vez do tema "clássico" do Windows

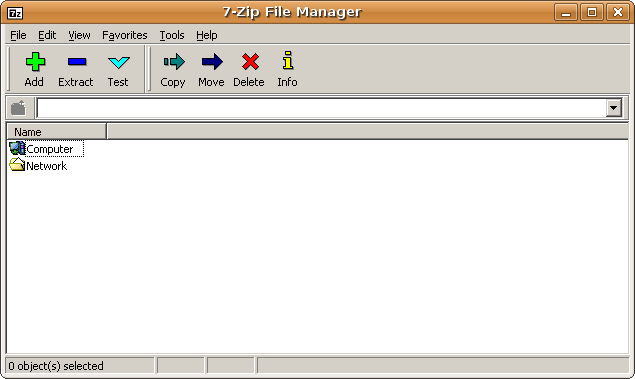
7-Zip com o tema "clássico" do Windows

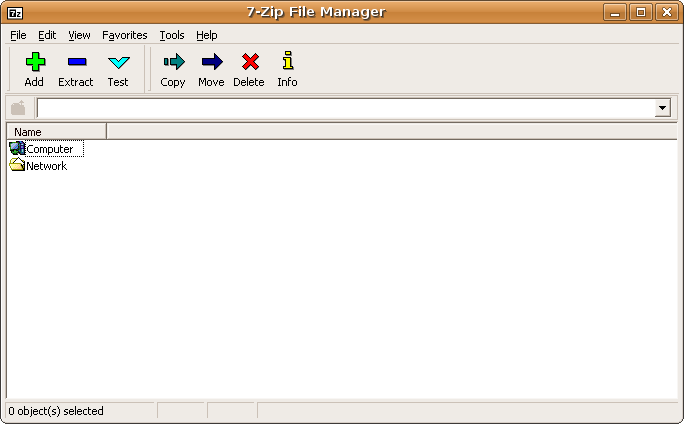
7-Zip com o tema "ubuntu colors"

## Páginas externas
- Website Oficial
- http://sourceforge.net/projects/winedoors/